# اول سیتی (لوئیزیانا)
اُیل سیتی (به انگلیسی: Oil City) شهری در ایالت لوئیزیانا کشور ایالات متحده آمریکا است که جمعیت آن در سرشماری سال ۲۰۱۰ میلادی، ۱٬۰۰۸ نفر بوده‌است.